# Ruja Ignatova
Ruja Ignatova (búlgar: Ружа Пламенова Игнатова)  (Ruse, 30 de maig de 1980) és una búlgara condemnada per frau. És coneguda sobretot com la fundadora d'un esquema de Ponzi conegut com OneCoin, que The Times ha descrit com «una de les estafes més grans de la història». Va ser objecte de la sèrie de podcasts de la BBC de 2019 The Missing Cryptoqueen.
Des del 2017, fuig de les forces de l’ordre, inclòs del FBI. A principis del 2019, les autoritats dels Estats Units d'Amèrica van acusar-la in absentia per frau bancari, frau bursàtil i blanqueig de diners.

## Joventut i educació
Nascuda a Sofia (Bulgària), va emigrar a Alemanya amb la seva família quan tenia deu anys i va passar part de la seva infància a Schramberg, a l'estat de Baden-Württemberg. El 2005, es va doctorar en dret privat europeu per la Universitat de Constança amb la dissertació Art. 5 Núm. 1 EuGVO - Chancen und Perspektiven der Reform des Gerichtsstands am Erfüllungsort; que discuteix la lex causae en Dret internacional privat.

## Activitats criminals
El 2012 va ser condemnada per frau a Alemanya junt amb el seu pare Plamen Ignatov en relació amb l’adquisició d’una empresa que poc després es va declarar en fallida en circumstàncies dubtoses; se li va dictar una suspensió de la pena de 14 mesos de presó.
El 2013, va participar en una estafa piramidal anomenada BigCoin.
El 2014 va fundar un esquema de Ponzi anomenat OneCoin. Ella va desaparèixer el 2017. El 2019, el seu germà Konstantin Ignatov es va declarar culpable de frau i blanqueig de diners en relació amb l'esquema de Ponzi.

## Vida personal
L'exmarit alemany de Ruja treballa com a advocat a Frankfurt. La seva filla va néixer el 2016.